# Phytoseius hydrophyllis
Phytoseius hydrophyllis är en spindeldjursart som beskrevs av Poe 1970. Phytoseius hydrophyllis ingår i släktet Phytoseius och familjen Phytoseiidae. Inga underarter finns listade i Catalogue of Life.